# Da stimmt was nicht
Da stimmt was nicht ist ein deutscher Spielfilm aus dem Jahr 1934 unter der Regie von Hans H. Zerlett. Die Hauptrollen sind mit Viktor de Kowa, Adele Sandrock und Lizzi Holzschuh besetzt. In Österreich trug der Film den Verleihtitel Der Heiratsschwindler. Der Film beruht auf Franz Arnolds Schwank Da stimmt was nicht.

## Handlung
Kommerzienrat Winkler hat die Heirat seiner Tochter Hanna arrangiert. Es sind rein geschäftliche Gründe, die Winkler antreiben, Hanna diese Ehe aufzuzwingen. In zwei Stunden soll die Trauung mit Baron von Weiningen stattfinden. Winkler erhofft sich durch diesen Aufstieg in eine höhere Gesellschaftsschicht einen Schub für sein vom Bankrott bedrohtes Unternehmen. Er spekuliert auf eine Fusion mit den Claasen-Werken. Die Trauung findet auch statt, allerdings wissen weder Hanna noch ihr Vater, dass sie einem Heiratsschwindler aufgesessen sind. Hanna hat nicht den Baron geheiratet, sondern seinen ehemaligen Kammerdiener Anton Piesecke. Als der junge Baron zu einem längeren Auslandsaufenthalt aufbrach, hatte Piesecke seine Papiere an sich gebracht, wodurch dieser Heiratsschwindel erst zustande kommen konnte. Gleich nachdem die Trauung vollzogen ist, macht sich Piesecke mittels eines fingierten Anrufs aus dem Staub, allerdings nicht, ohne sich vorher den vereinbarten größeren Vorschuss auf das Erbe seiner Angetrauten vom glücklichen Schwiegervater auszahlen zu lassen. Angeblich wird er in geheimer diplomatischer Mission in London erwartet.
Im Gut ist der von seinem Auslandsaufenthalt gerade am Tag der Trauung zurückgekehrte junge Baron sehr erstaunt, als er von seinen Bediensteten beglückwünscht wird, um dann aus der Zeitung zu erfahren, dass er heute heirate. Er will sich seine Braut anschauen und macht sich umgehend auf zum Standesamt. In weiser Voraussicht trägt er die Uniform seines Chauffeurs und stellt sich als Chauffeur Emil Müller des Barons von Weiningen vor. Da der falsche Bräutigam mit Winklers vereinbart hatte, dass die junge Baronin mit ihrem Vater schon einmal auf die Hochzeitsreise vorausfahren solle und er so bald wie möglich nachkommen werde, nehmen Kommerzienrat Winkler und Hanna an, dass der Baron seinen Chauffeur geschickt hat. So begibt man sich also auf die Reise nach Baden-Baden. Zwischen Hanna und dem eleganten „Chauffeur“ knistert es von Anfang an. Im Hotel in Baden-Baden ist inzwischen Geheimrat Claasen mit seiner Frau Daisy eingetroffen. Er hat von der Eheschließung Hanna Winklers mit Baron von Weiningen erfahren und möchte die Fusion mit dem Unternehmen Winklers vorantreiben. Daisy Claasen kennt den jungen Baron von früher. Und noch jemand, der Baron von Winkler sehr gut kennt, ist in Baden-Baden. Baronin von Weiningen, die Tante des jungen Barons, weilt dort zur Kur. Dadurch wird es für den Baron unmöglich, seine Rolle als Chauffeur weiter aufrechtzuerhalten. Er gibt sich zu erkennen und gesteht Hanna, dass er sich schon beim ersten Sehen in sie verliebt habe. Und bei Hanna war es ja nicht anders.
Als Winkler erkennen muss, dass er einem Heiratsschwindler zum Opfer gefallen ist, ist sein Missmut nur von kurzer Dauer, da der echte Baron bei ihm um die Hand seiner Tochter anhält, mit der er ja eigentlich sowieso schon verheiratet ist ...

## Hintergrund und Produktion
Die Dreharbeiten in den Jofa-Ateliers in Berlin-Johannisthal fanden vom 1. Mai bis Mitte Mai 1934 und die Außenaufnahmen von Mitte Mai bis Anfang Juni 1934 in Baden-Baden statt.
Die Uraufführung des Films in Deutschland war am 9. Oktober 1934, in Berlins Filmbühne UFA-Theater Kurfürstendamm und im UFA-Theater Friedrichstraße. Es war der letzte Film, den der jüdische Produzent Victor Klein (1892–1943) mit seiner Berliner Firma herstellen konnte. Die Produktionsleitung hatte Martin Pichert inne, die Aufnahmeleitung lag bei Heinz Landsmann. Die Bauten stammten von Erich Czerwonski und Carl Böhm, die Maske von Adolf Braun und Willi Grabow. Für die Requisiten waren Otto Krüerke, Ernst Thege und Ernst Wassermann zuständig. Um die Garderobe kümmerten sich Margarete Sucrow und Johannes Krämer; Erich Lange war für den Ton zuständig. Die Liedtexte stammen von Hans H. Zerlett, es dirigierte Franz Marszalek. Die Standfotografie lag bei Karl Lindner.
Adele Sandrock kannte Hans H. Zerlett bereits aus dem Spielfilm Ein Walzer für dich, zu dem er zusammen mit dem Regisseur des Films Georg Zoch das Drehbuch schrieb. Nach dem Karl-Valentin-Kurzfilm Im Schallplattenladen war dies Zerletts zweite Regiearbeit in einem Spielfilm.

## Kritik
„Ein Kommerzienrat fällt auf einen Schwindler herein, den er für einen Baron hält. Er gibt ihm seine Barschaft und seine heiratsfähige Tochter - doch da taucht der echte Baron auf und mimt den Chauffeur. Eine Verwechslungsposse, die allein durch Adele Sandrock und Viktor de Kowa etwas amüsant wird.“